# Abiodun Oyepitan

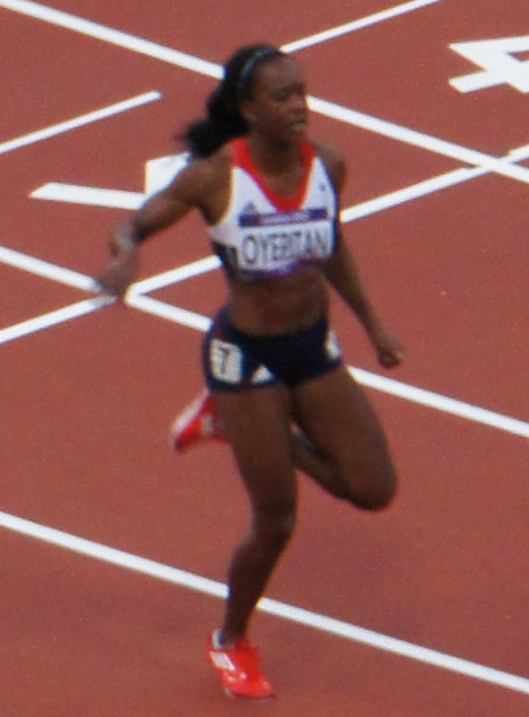
Abiodun Oyepitan

Abiodun „Abi“ Oyepitan (* 30. Dezember 1979 in London) ist eine britische Sprinterin.
Bei den Weltmeisterschaften 2001 in Edmonton erreichte sie über 100 Meter das Viertelfinale und kam mit der britischen Mannschaft in der 4-mal-100-Meter-Staffel auf den fünften Platz. Kurz danach gewann sie über 100 Meter Gold bei der Universiade.
Im Jahr darauf gewann sie mit dem englischen Team Bronze bei den Commonwealth Games in Manchester und wurde Sechste über 100 Meter bei den Europameisterschaften in München.
2003 erreichte sie bei den Weltmeisterschaften in Paris/Saint-Denis über 200 Meter das Viertelfinale.
Bei den Olympischen Spielen 2004 in Athen erreichte sie über 100 Meter das Halbfinale und wurde Siebte über 200 Meter.
Eine Ermüdungsfraktur und Verletzungen an der Achillessehne verhinderten, dass sie in den folgenden Jahren an diese Leistungen anknüpfen konnte.
Abiodun Oyepitan wird von Tony Lester trainiert und startet für die Shaftesbury Barnet Harriers. Sie hat ein Studium der Politikwissenschaft und der Soziologie an der Brunel University absolviert.

## Persönliche Bestzeiten
- 60 m (Halle): 7,27 s, 24. Januar 2004, Glasgow
- 100 m: 11,17 s, 23. Juli 2004, Birmingham
- 200 m: 22,50 s, 23. August 2004, Athen